# جوجه‌اردک زشت (فیلم ۱۹۳۱)
جوجه‌اردک زشت (انگلیسی: The Ugly Duckling) یک فیلم پویانمایی محصول سال ۱۹۳۱ میلادی از مجموعه سمفونی احمقانه به کارگردانی ویلفرد جکسون است. نسخه رنگی همین اثر جوجه‌اردک زشت در سال ۱۹۳۹ ساخته و منتشر شد.